# Lago Maggiore
Lago Maggiore er med sine 212 km² en af de største søer i Alperne.  Ca. 80% ligger i Italien og resten i Schweiz. Vandspejlet ligger 193 m.o.h., og det dybeste punkt er 370 m dybt.

## Geografisk placering
Søens stejle bredder er omgivet af Piemonte og Lombardiets Foralper. Vestbredden er i Piemonte (Novara og Verbano-Cusio-Ossola-provinsen), den østlige del i  Lombardiet (Varese-provinsen), og den nordligste del strækker sig 13 kilometer ind i Schweiz og er det laveste punkt i hele landet. 

## Klima
Klimaet er mildt både sommer og vinter, hvilket giver middelhavsklima med skønne haver med sjældne og eksotiske planter. Velkendte haver omfatter øerne Isola Madre, Isola Bella og Isole di Brissago samt parken Villa Taranto i Verbania foruden Alpinia botaniske have nær Stresa.

## Turisme
Både den schweiziske og den italienske del er yndede turistmål, og vigtige transportkorridorer løber langs begge bredder – motorvej og jernbane op til Simplonpasset på vestsiden, og jernbane med betydelig godstrafik til Gotthardtunnelen på østsiden.

## Byer og bymæssige bebyggelser rundt om søen
| Schweiz, kantonen Ticino | Italien, regionen Piemonte | Italien, regionen Lombardiet |
| --- | --- | --- |
| - Ranzo - Gerra - San Nazzaro - Vira - Magadino - Tenero - Locarno - Ascona - Ronco sopra Ascona - Brissago - Minusio - Muralto | - Cannobio - Cannero Riviera - Oggebbio - Ghiffa - Verbania - Baveno - Stresa - Belgirate - Lesa - Meina - Arona - Dormelletto - Castelletto sopra Ticino | - Sesto Calende - Angera - Ranco - Ispra - Brebbia - Besozzo - Monvalle - Leggiuno - Laveno-Mombello - Castelveccana - Porto Valtravaglia - Brezzo di Bedero - Germignaga - Luino - Maccagno - Tronzano Lago Maggiore - Pino sulla Sponda del Lago Maggiore |

## Øerne i søen
- Borromeiske Øer (tre øer og to små klippeskær imellem Verbania i nord og Stresa i syd):
  - Isola Bella
  - Isola Madre
  - Isola Superiore
  - Isola San Giovanni (umiddelbart ud for Verbania)
  - La Malghera (klippeskær mellem Isola Bella og Isola Superiore)
- Brissago-øerne (to småskær ud for Brissago):
  - Isole di Brissago
  - Sant’Apollinare
- Castelli di Cannero (tre småøer ud for Cannero Riviera)
- Isolina (i bugten ud for Angera)